# Polypedilum udominutum
Polypedilum udominutum är en tvåvingeart som beskrevs av Niitsuma 1992. Polypedilum udominutum ingår i släktet Polypedilum och familjen fjädermyggor. Inga underarter finns listade i Catalogue of Life.